# La Fiera (luchador)
Arturo Casco Hernández (17 de marzo de 1961 – Ciudad de México, 12 de septiembre de 2010) fue un luchador profesional mexicano, conocido en el ring por el nombre de La Fiera. Hernández era hijo del también luchador Hércules Poblano ("El Hércules de la Puebla") y hermano de Ángel Poblano.

## Biografía
Fiera sostuvo el Campeonato Mundial de Peso Welter de la NWA desde el 23 de octubre de 1981 cuando derrotó a Lizmark en la lucha por el título hasta el 18 de julio de 1982, cuando perdió el campeonato ante Américo Rocca. Volvería a conseguir el título del NWA World Middleweight Championship, derrotando a Gran Hamada el 18 de noviembre de 1984 hasta el 20de julio de 1985 cuando perdió el cinturón ante Chamaco Valaguez.
Si bien su carrera se ralentizó en la década de 1990 debido a la edad y las lesiones, experimentó una pequeña especie de regreso en 1996 cuando hizo equipo con Dos Caras y Héctor Garza para ganar el CMLL World Trios Championship ante Bestia Salvaje, Emilio Charles Jr. y Sangre Chicana.
El equipo se vio obligado a dejar vacante el título en 1997 cuando Héctor Garza dejó la promoción. La Fiera había estado en semi-retiro desde principios de la década de 2000. Durante este período final de su carrera, luchó solo en unas pocas fechas selectas al año.

## Muerte
Hernández estuvo involucrado con las drogas hacia el final de su vida, habiendo cumplido previamente una sentencia de prisión en los años 90 por traficar. El 10 de septiembre de 2010, Hernández fue apuñalado cinco veces durante un atraco por un agresor desconocido, y murió a causa de sus heridas dos días después en un hospital de la Ciudad de México, a la edad de 49 años. Se especula que su participación en drogas es lo que lo llevó a ser apuñalado, pero no se encontró ninguna prueba y su asesino nunca fue encontrado.

## Campeonatos y títulos
- Empresa Mexicana de Lucha Libre
  - Campeonato Mundial de Tríos del CMLL – con Dos Caras y Héctor Garza[4]
  - NWA World Middleweight Championship[3]
  - NWA World Welterweight Championship[2]
  - Torneo de Trios (2001) – con Gigante Silva
- Campeonato de pesos ligeros de Puebla (1 time)

## Luchas de apuestas
| Ganador                 | Perdedor                 | Población            | Evento                          | Fecha                    | Referencias |
| ----------------------- | ------------------------ | -------------------- | ------------------------------- | ------------------------ | ----------- |
| La Fiera                | Cachorro Mendoza         | México D.F.          | Evento                          | N/A                      | [ 6 ]       |
| Pirata Morgan           | La Fiera                 | N/A                  | Evento                          | N/A                      |             |
| La Fiera and Mocho Cota | Ringo y Cachorro Mendoza | Mexico City          | Evento                          | 1 de julio de 1983       | [ 6 ]       |
| El Satánico             | La Fiera                 | México D.F.          | Evento                          | 16 de septiembre de 1983 |             |
| El Faraón               | La Fiera                 | México D.F.          | Evento                          | 23 de febrero de 1986    |             |
| La Fiera                | Babe Face                | México D.F.          | Evento                          | 1986                     |             |
| Sangre Chicana          | La Fiera                 | México D.F.          | Evento                          | Noviembre de 1987        |             |
| Eddy Guerrero           | La Fiera                 | Juárez, Chihuahua    | Evento                          | Finales de los 80        |             |
| Jerry Estrada           | La Fiera                 | México D.F.          | Evento                          | 8 de septiembre de 1991  |             |
| El Dandy                | La Fiera                 | México D.F.          | Evento                          | 27 de noviembre de 1992  |             |
| La Fiera                | Ángel Negro              | Guadalajara, Jalisco | Evento                          | 20 de junio de 1993      |             |
| La Fiera                | Sangre Chicana           | México D.F.          | Evento                          | 2 de julio de 1993       |             |
| Negro Casas             | La Fiera                 | México D.F.          | CMLL 60th Anniversary Show      | 1 de octubre de 1993     | [ 7 ]       |
| Emilio Charles Jr.      | La Fiera                 | Mexico City          | 38. Aniversario de Arena México | 15 de abril de 1994      | [ 8 ]       |
| La Fiera                | Black Magic              | México D.F.          | Evento                          | 16 de diciembre de 1994  |             |
| Sangre Chicana          | La Fiera                 | México D.F.          | Evento                          | 17 de marzo de 1995      |             |
| La Fiera                | Kahoz                    | México D.F.          | Evento                          | Junio de 1996            |             |
| Silver King             | La Fiera                 | México D.F.          | Homenaje a Salvador Lutteroth   | 21 de marzo de 1997      |             |
| La Fiera                | Bestia Salvaje           | México D.F.          | Evento                          | 29 de agosto de 1997     |             |